# 아에로푸에르토 T4역
아에로푸에르토 T4 역(스페인어: Aeropuerto T4 →공항제4터미널)은 마드리드 지하철 8호선의 역이다. 세르카니아스 마드리드의 C1호선과 C10호선이 지나는 환승역이기도 하다. 마드리드 바라하스 구의 마드리드 바라하스 국제공항 제4터미널 부근에 위치해 있다. 2007년 5월 3일 8호선이 이곳까지 연장되면서 문을 열었다.
마드리드 지하철의 요금구역 상으로는 A구역에 속하지만, 공항과 연결되어 있기 때문에 추가요금이 부과될 수 있다. 1회권이나 메트로부스 이용객에는 약 3유로 정도가 부과되며, 아에로푸에르토 T1-T2-T3 역 (제1·2·3터미널역)에서도 마찬가지다. 세르카니아스 승강장은 A구역이 아닌 B2구역에 속한다.

## 환승 정보
세르카니아스 승강장은 지하철 승강장과 같은
역 주변에 시내버스 정류장은 두 곳이 있는데, 그 중 5726번 정류장에서는 공항에서 아토차 역까지 가는 공항버스 노선이 주야간 상관없이 운영되고 있다. 시외버스 정류장도 몇몇 있으며, 장거리 노선이 특히 많이 다닌다.
버스
- 시내버스
  - 200번 노선 (주간)
- 시외버스
  - 827, 828번 노선 (주간)

지하철과 세르카니아스
| 마드리드 지하철                  | 마드리드 지하철       | 마드리드 지하철 |
| -------------------------------- | --------------------- | --------------- |
| 바라하스 누에보스 미니스테리오스 | 마드리드 지하철 8호선 | 시·종착역       |
| 세르카니아스 마드리드            |                       |                 |
| 발데베바스 프린시페 피오         | C1호선                | 시·종착역       |
| 발데베바스 비얄바                | C10호선               | 시·종착역       |